# 博納卜
博納卜是伊朗的城市，位於該國西北部馬拉蓋以西，由東亞塞拜然省負責管轄，處於爾米亞湖東南面，2006年人口75,332，居民使用阿塞拜疆語。

## 外部連結
- "Bonab, Iran", Falling Rain Genomics, Inc.
- "Bonab Map — Satellite Images of Bonab" （页面存档备份，存于）, Maplandia